# HMS Sleipner (A343)
HMS Sleipner (A343) var ett transportfartyg i svenska flottan. Fartyget levererades år 1980 till Fylkesbaatarna i Sogn og Fjordane, Norge. År 1992 såldes hon till Försvarets materielverk i Sverige och döptes om till HMS Sleipner. Därefter har fartyget haft som uppgift att bland annat transportera gammal krigsmateriel som Sverige skänkt över till Baltikum. Hon tjänstgjorde senast som underhållsfartyg hos Första amfibieregementet (Amf 1). Där användes fartyget bland annat för att lyfta stridsbåtar upp på däck för att underlätta reparationer. HMS Sleipner såldes den 25 maj 2009, till företaget Eagle Shipping Ltd.

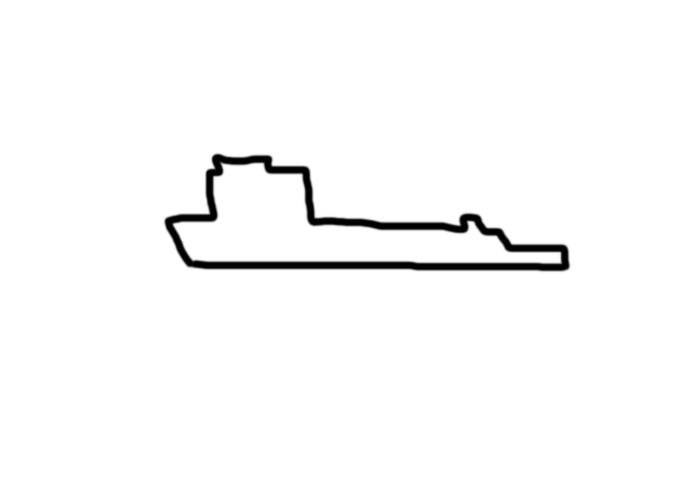
HMS Sleipner i profil